# Apéndice vermiforme
En la anatomía humana, el apéndice vermiforme (también llamado apéndice vermicular, apéndice cecal o simplemente apéndice) es un órgano con forma de cilindro sin salida conectado al ciego. Se desarrolla embriológicamente a partir del ciego.

## Desarrollo embrionario
El desarrollo embriológico del apéndice cecal comienza con la yema cecal, la cual aparece hacia la sexta semana en el asa intestinal primaria, del intestino medio. Desde aquí, desciende a la fosa ilíaca derecha y el extremo distal de la yema cecal forma el apéndice.

## Anatomía
El apéndice cecal, también llamado apéndice vermicular; es una prolongación del ciego que se origina en su cara posteromedial en la unión de las tres tenias del colon, aproximadamente dos a tres centímetros por debajo de la válvula íleo-cecal.
Tiene forma de un tubo cilíndrico y se encuentra en la fosa iliaca derecha.
Varía de longitud, siendo el promedio de 7 a 8 cm de largo y de 4 a 8 mm de diámetro. El apéndice más largo que se ha extirpado, según el Libro Guinness de los Récords, midió 23,5 cm.
La relación de la base del apéndice con el ciego permanece constante, mientras que las relaciones de la punta pueden variar (anterior, medial, posteromedial, retrocecal, pélvica, entre otras).

### Irrigación
La base del apéndice recibe también aporte sanguíneo de las arterias cólicas anterior y posterior. 
Las venas son satélites de las arterias y dependientes de la vena mesentérica superior.

### Drenaje linfático
Los linfáticos del apéndice terminan en la cadena ganglionar ileocólica.

### Inervación
La inervación de tipo simpática del apéndice cecal es asegurada por los ganglios celiacos y mesentéricos superiores por medio del plexo solar, mientras que la inervación parasimpática proviene del décimo par craneal, el nervio vago o neumogástrico.
La inervación sensitiva proviene de los nervios torácicos espinal, principalmente 8° nervio torácico espinal y en ocasiones del 10° y 11°.

## Histología
Presenta una luz y tres capas: mucosa, submucosa, muscular y serosa.
Mucosa: contiene glándulas mucosas y la lámina propia, donde se observan gran cantidad de agregados linfoides. Estas configuran escasas glándulas tubulares rectas sostenidas por la lámina propia, rica en tejido linfoide junto a cúmulos linfoides nodulares que protruyen en la submucosa. Si se observa a un mayor aumento, se puede ver en la capa mucosa, las criptas de Lieberkühn. Cada una de éstas revestidas por epitelio cilíndrico, cuyas células presentan un borde apical estriado, alternando con otras células como las caliciformes (secretoras de mucosa). Por fuera está la capa muscular y serosa.
Muscular: está constituida por dos capas, una circular interna y una externa longitudinal. 
Serosa: está formada por tejido conectivo con un mesotelio que lo recubre

## Órgano vestigial
El apéndice humano es una estructura funcional y activa. En el pasado se asumió como un órgano vestigial dada la creencia popular de que había perdido la mayor parte de sus funciones a través del proceso de la evolución. El apéndice vermiforme no es un vestigio del ciego en los ancestros de los humanos. El ciego, que poseen muchos herbívoros existentes, aloja bacterias mutualistas que ayudan a los animales a digerir la celulosa encontrada en las plantas. Como el apéndice humano no contiene un número suficiente de esas bacterias, los humanos ya no son capaces de digerir más que una mínima cantidad de celulosa diaria. Esta interpretación se mantiene incluso descubriéndose alguna función en el cuerpo humano, ya que los órganos vestigiales a veces adquieren una función secundaria una vez que pierden su función original.
Un posible escenario para la progresión de un ciego totalmente funcional al apéndice humano fue propuesta por Charles Darwin. Sugirió que el apéndice era usado para digerir hojas como primates. Puede ser un órgano vestigial, un bagaje evolutivo o algo que los antiguos humanos han ido degradando con el curso de la evolución. El gran ciego de algunos herbívoros, como en el caballo o el koala, apoyan esta hipótesis. El ciego del koala permite alojar bacterias que ayudan a degradar específicamente la celulosa. El sistema digestivo de los ancestros de los humanos puede haber tenido el mismo funcionamiento. Conforme los humanos comenzaron a comer alimentos más fáciles de digerir, se volvieron menos dependientes de la celulosa en las plantas para digerir energía. Conforme el ciego se iba haciendo menos necesario para la digestión, las mutaciones que antes eran perjudiciales ya no eran importantes, por lo que podían sobrevivir. Estos alelos se hicieron más frecuentes y el ciego empezó a menguar. Después de miles de años, el ciego que una vez fue necesario, se degradó en el apéndice actual. Por otra parte, los teóricos de la evolución han sugerido que la selección natural selecciona largos apéndices porque los más pequeños y delgados son más susceptibles de inflamarse y enfermar.
La ocurrencia esporádica del apéndice a lo largo de la filogenia podría sugerir que la estructura se derivó evolutivamente para una función específica en lugar de ser simplemente un vestigio de lo que alguna vez fue un importante órgano digestivo. Esta idea fue confirmada por un estudio en el que los investigadores realizaron un análisis comparativo detallado de la anatomía de los primates y demostraron de forma concluyente que el apéndice se deriva de alguna función no identificada y no es, para nada, un órgano vestigial. Se cree que el apéndice desempeña un papel en la función inmune, porque la estructura está asociada con tejido linfático sustancial. Sin embargo, la naturaleza específica de la supuesta función del apéndice nunca ha sido identificada y, como resultado, la idea de que el apéndice es un vestigio continúa hasta el día de hoy. 

## Patología
La apendicitis (inflamación del apéndice) es la patología más común del apéndice. El cáncer de apéndice es poco frecuente y puede ser de diferentes tipos, incluyendo el tumor carcinoide y el mucocele apendicular, entre otros.
La apendicitis es una condición caracterizada por la inflamación del apéndice. El dolor suele empezar en el centro del abdomen, correspondiendo al desarrollo del apéndice como parte del intestino medio embrionario. Suele ser un dolor sordo, visceral y pobremente localizado. La operación para extirpar el apéndice es la apendicectomía. Sin tratamiento, puede desembocar en peritonitis, seguida por shock, y si aún sigue sin tratarse, la muerte.
El dolor del apéndice irritado se localiza en el denominado punto apendicular de McBurney. El punto doloroso apendicular se encuentra a unos 1/3 del recorrido diagonal desde el ombligo hasta la espina ilíaca anterosuperior derecha, aproximadamente en el lugar donde el apéndice se implanta con el ciego. El signo clínico más representativo en el diagnóstico de apendicitis aguda se logra presionando con la mano sobre el punto de Mc Burney, (ya descrito) y soltando ligeramente la mano. Esta maniobra desencadena un dolor fuerte muy característico de esta patología, (80 % como factor predictivo).

## Ausencia congénita del apéndice
Se han dado casos de personas a las que, mediante laparoscopia o laparotomía, se les ha descubierto la ausencia congénita del apéndice, aunque estos casos son muy raros y sólo se dan aproximadamente en una de cada 100 000 personas. De estas personas que carecían de apéndice, no se ha conocido ningún caso de una función gastrointestinal o inmunitaria dañada. Al parecer, esta tendencia va aumentando. Esto explica por qué algunos vestigios evolutivos desaparecen (el dedo meñique del pie, las muelas del juicio, etc.).[cita requerida]

## Posibles funciones

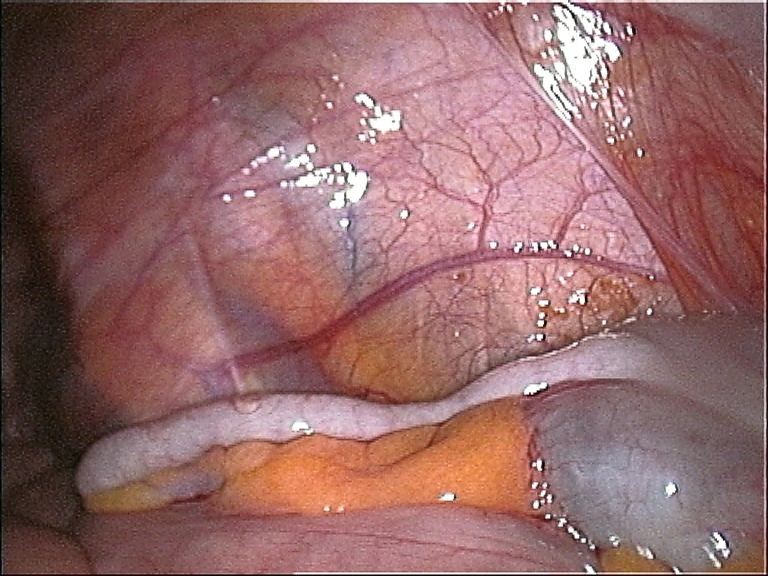
Apéndice vermiforme.

Las hipotéticas funciones que podría realizar el apéndice van desde la linfática, exocrina o endocrina hasta la neuromuscular. Sin embargo, la mayoría de los médicos y científicos sostienen que el apéndice carece de una función significativa, y que existe fundamentalmente como un órgano vestigial remanente de un ciego mayor para digerir celulosa, encontrado en nuestros ancestros herbívoros. Sin embargo, algunos apuntan que la glándula pineal, de la que recientemente (alrededor de 1960) se descubrió que produce importantes sustancias químicas como la melatonina, también era considerada anteriormente un resto vestigial sin función. Investigaciones recientes han demostrado que en los lactantes menores funciona como válvula de escape para los gases, ya que su alimentación es plenamente láctea; esto denota la base tan amplia que posee el apéndice cecal, a esta edad, la cual se va obliterando cuando viene la ablactación, por ende, el riesgo de obstrucción con fecalitos es muy bajo y el desarrollo de apendicitis aguda es de menor incidencia en menores de 10 años de edad.[cita requerida]

### Función inmune
Algunos científicos han propuesto recientemente que el apéndice puede albergar y proteger a las bacterias que benefician la función del colon humano.
El profesor de fisiología de la Universidad Estatal de Oklahoma, Loren G. Martin, sostiene que el apéndice tiene una función en fetos y adultos. Se han encontrado células endocrinas en el apéndice de un feto de 11 semanas que contribuyen al control de los mecanismos biológicos (homeostasis)". En adultos, Martin sostiene que el apéndice actúa como órgano linfático, sugiriendo que podría tener una función en el sistema linfático. Zahid sugiere que si tiene una función, sería tanto para crear hormonas en el desarrollo fetal así como para desarrollar el sistema inmune, exponiendo al cuerpo a antígenos para que así puedan producir anticuerpos. Señala que los médicos en la última década han dejado de extirpar el apéndice como precaución rutinaria, porque puede ser trasplantado en el tracto urinario para reconstruir el músculo del esfínter y reconstruir una vejiga funcional.

### Mantener la flora intestinal
A pesar de que hace mucho que fue aceptado como tejido inmune, el tejido que rodea el apéndice y el resto del intestino tienen varias funciones importantes. William Parker, Randy Bollinger y sus compañeros de la Universidad de Duke propusieron que el apéndice sirve de refugio a las bacterias saprofitas cuando una enfermedad elimina las bacterias del resto del intestino. Esta propuesta está basada en una nueva forma de entender cómo soporta el sistema inmune el crecimiento de las bacterias intestinales beneficiosas. Esta función puede ser útil en una cultura que carezca de la atención sanitaria moderna y donde la diarrea sea frecuente. Los datos epidemiológicos actuales, muestran que la diarrea es una de las principales causas de muerte en los países en desarrollo, indicando que esta elimina las bacterias beneficiosas y que el apéndice ayuda a su recuperación, al proporcionar un "refugio".